# Уокер, Джонни (музыкант)
Джонни «Большой Лось» Уокер (англ. Johnny «Big Moose» Walker, настоящее имя Джон Мейон Уокер (англ. John Mayon Walker), также известен под псевдонимами Bushy Head, Moose John, J. W. Walker; 27 июня 1927 года, Стонвилл, Миссисипи, США — 27 ноября 1999 года, Чикаго, Иллинойс, США) — американский блюзовый пианист, бас-гитарист, певец и автор песен. Номинант Blues Music Awards в категории «Альбом современного блюза» (1991). В основном играл на рояле, но также известен как электроорганист, бас-гитарист и гитарист. Как сайдмен (на любом из этих инструментов) работал с множеством блюзовых музыкантов, среди них Айк Тёрнер, Сонни Бой Уильямсон II, Лоуэлл Фулсон, Пайнтоп Перкинс, Вилли Диксон, Элмор Джеймс, Мадди Уотерс, Отис Спэнн, Санниленд Слим, Джимми Доукинс, Сон Силс. Особняком стоит его многолетнее сотрудничество с Эрлом Хукером.

## Биография
Джон Уокер родился в Стонвилле, Миссисипи, невключённой территории, частично расположенной на территории индейской резервации в 1927 году (указывается также 1929 год и сам музыкант говорит о 1932 годе) в семье Берты Уокер и Преподобного Ти Би Эф Уокера . Получил прозвище «Big Moose» ещё в юности из-за его гривы длинных, вьющихся волос где-то между 17 и 18 годами, до этого его звали «Cochise», как вождя индейского племени (мать Уокера была чероки). С 13 лет он учился играть на нескольких инструментах: церковном органе, гитаре, вибрафоне, тубе, губной гармонике. Его отец играл на церковном органе и был крайне религиозен, что привело к уходу Джонни Уокера из дому в 18-летнем возрасте. Он отправился в Кларксдейл, где начал свою карьеру в 1947 году как бас-гитарист в группе Айка Тёрнера, одновременно играя на пианино в клубах. Его игра привлекла внимание, и однажды в начале 1950-х ему предоставилась возможность выступить в радиопередаче King Bisquit Time в Хелене, Арканзас. Это выступление привело к знакомству с Элмором Джеймсом и Сонни Боем Уильямсоном. Как вспоминал сам Уокер, они нашли его на хлопковом поле, и предложили 300 долларов за записать вместе. Уокер ответил, что он недостаточно хорош и вообще может играть только в соль-мажоре и до-мажоре. Ему ответили что у них как раз композиции именно в этих тональностях, и Уокер отправился в Джэксон в студию. «Ирония заключалась в том, что когда началась запись, они играли во всех тональностях, за исключением до-мажора и соль-мажора». По словам Уокера, он всё равно стал играть, и с того времени «Я играл в любых тональностях».
В 1952 году поступил на службу в армию, служил в Корее во время Корейской войны, играл в Сеуле в офицерском клубе. В 1955 году демобилизовался, приехал в Чикаго по предложению Санниленда Слима, и в этом же году как Moose John выпустил свой первый сингл «Talkin' 'Bout Me», который не был успешен. Некоторое время играл с Лоуэллом Фулсоном но потом Джонни Уокер вернулся в Миссисипи. В 1959 году он снова приехал в Чикаго и начал работу как сайдмен со многими исполнителями, наиболее примечательным было сотрудничество с Элмором Джеймсом и Эрлом Хукером. С конца 1950-х и в 1960-х музыкант аккомпанировал Санниленду Слиму, Отису Рашу, Литтл Джонни Джонсу, Рики Оллену, Хаулину Вулфу и Мэджику Сэму. В 1960 году Уокер записался на наиболее известном альбоме Джуниора Уэллса Messin' with the Kid, в 1961 на альбомах Элмора Джеймса Look on Yonder Wall и Shake Your Moneymaker. Также в то время Джонни Уокер играл на бас-гитаре в группе Мадди Уотерса и в 1962 году записался на его альбоме You Shook Me. Как сказал сам Уокер в одном из интервью в 1972 году: «В основном я играл с Эрл Хукером всё это время, но время от времени я играл со всеми ими [чикагскими блюзменами]».
В 1965 году выпустил сингл «Puppy Howl Blues»/«Rambling Woman». В 1969 году Уокер возобновил сотрудничество с Эрлом Хукером и сыграл на его альбоме Don't Have to Worry. После смерти Хукера в 1970 году, Джонни Уокер стал играть с Джимми Доукинсом. Когда Уокер давал собственные концерты, он обычно работал сольно или только со своим барабанщиком Крисом Моссом. В 1970 году записал свой собственный дебютный альбом Ramblin' Woman. Критик Майк Лидбиттер отозвался об альбоме: «Он играет на пианино с таким драйвом буги-вуги, который вы больше не услышите, и у него приятный хриплый голос — это исключительно хороший блюзовый альбом». В 1978 году Alligator Records включила несколько песен Уокера в свою ставшую легендарной антологию Living Chicago Blues Vol. 2, что принесло Уокеру популярность и в 1979 году он отправился на гастроли в Европу. В том же году вышел второй альбом Уокера Going Home Tomorrow. В 1984 году вышел третий альбом Blue Love, затем Уокер выступал в Новой Зеландии и Канаде, а в 1991 году выступил в Великобритании на Burnley Blues Festival. Альбом 1991 года Chicago Bound, записанный вместе с Джимми Роджерсом, претендовал на Blues Music Awards в номинации «Лучший альбом современного блюза». В мае 1991 года музыкант на фоне долгого злоупотребления алкоголем, перенёс инсульт, который лишил его возможности выступать, усадив в инвалидную коляску. В дальнейшем Джонни Уокер жил в доме престарелых Lakefront Health Care вплоть до смерти в 1999 году. 
«Ни один пианист такой чистой силы и мощи не появился в Чикаго, чтобы заменить его».

## Дискография

### Сольные работы
| Год  | Название                              | Лейбл                |
| ---- | ------------------------------------- | -------------------- |
| 1970 | Ramblin Woman                         | ABC                  |
| 1979 | Going Home Tomorrow                   | Isabel Records       |
| 1979 | Lefty Dizz featuring Big Moose Walker | Black & Blue Records |
| 1984 | Blue Love                             | JSP Records          |
| 1991 | Chicago Bound (с Джимми Роджерсом)    | Wolf Records         |
| 1992 | Mellow Down Easy                      | CMA Records          |
| 1994 | Swear to Tell the Truth               | JSP Records          |
| 1995 | The Rising Sun Collection             | Just A Memory        |

### Как сайдмен (избранное)
С Эрлом Хукером
- Don't Have to Worry (BluesWay, 1969)

С Джоном Ли Хукером
- If You Miss 'Im...I Got 'Im (BluesWay, 1970) с Эрлом Хукером

С Лайтнином Хопкинсом
- Lightnin'! (Poppy, 1969)
- In the Key of Lightnin' (Tomato, 1969 [2002])

С Кёртисом Джонсом
- Trouble Blues (Bluesville, 1960)